# 32 Pułk Piechoty Obrony Krajowej

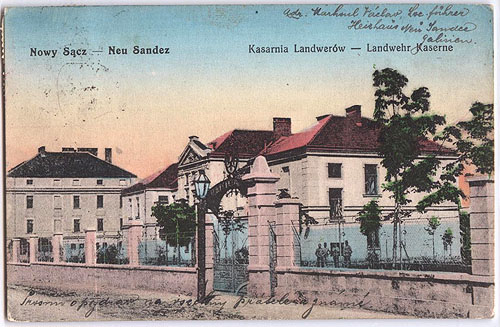
Koszary Obrony Krajowej w Nowym Sączu

Pułk Piechoty Obrony Krajowej Nowy Sącz Nr 32 – pułk piechoty cesarsko-królewskiej Obrony Krajowej.

## Historia pułku
32 Pułk Piechoty Obrony Krajowej został sformowany 1 października 1901 roku z połączenia III (dawnego Batalionu Polowego Nr 60 Nowy Sącz) i IV (dawnego Batalionu Polowego Nr 53 Tarnów) batalionów należących do 16 Pułku Piechoty Obrony Krajowej Kraków oraz nowo utworzonego trzeciego batalionu.
Uzupełnieniem pułku w rekruta zajmowała się Komenda Okręgu Uzupełnień Obrony Krajowej Nowy Sącz (niem. Landwehr-Ergänzungsbezierkskommando Neusandez). W 1908 roku komendantem okręgu był podpułkownik Johann Dorschner.
Kolory pułkowe: trawiasty (grasgrün), guziki srebrne z numerem „32”. W lipcu 1914 roku skład narodowościowy pułku: 91% – Polacy.
W latach 1903–1914 komenda pułku oraz II i III batalion stacjonował w Nowym Sączu, natomiast I batalion w Tarnowie.
W sierpniu 1914 roku pułk wchodził w skład 91 Brygady Piechoty Obrony Krajowej, która należała do 46 Dywizji Piechoty Obrony Krajowej, a ta z kolei do I Korpusu.
Pułk brał udział w walkach z Rosjanami w 1915 roku w Galicji. Żołnierze pułku są pochowani m.in. na cmentarzach: Cmentarz wojenny nr 171 – Łowczówek, Cmentarz wojenny nr 314 - Bochnia.
11 kwietnia 1917 roku przemianowany na 32 Pułk Strzelców (niem. 32 Schützen-Regimenter Neusandez).

## Kadra pułku
Komendanci pułku
- płk Eduard Urbanitzky (1903)
- płk Artur Jakesch (1904–1907 → komendant 51 Brygady Piechoty OK[1])
- płk Alfred Edler von Schwertführer (1908–1910[1])
- płk Franz Schindler (1911)
- płk Silvester Edler von Lukanovic (1912–1914, zginął 4 września 1914 pod Lublinem, pochowany w Kiełczewicach Dolnych)
- płk Karol Schubert (19 II 1915 – IV 1918)

Oficerowie pułku
- mjr Alois Riess de Riesenhorst
- starszy lekarz dr Seweryn Mściwujewski
- por. Augustyn Domes
- por. Bronisław Feliks Łoziński
- por. Wincenty Strohe
- por. Geza Szczyrkowski
- por. rez. Józef Kępski
- ppor. nieakt. Emil Gaweł
- ppor. rez. Rudolf Kostecki
- ppor. rez. Alfons Kubosz
- ppor. rez. Kazimierz Kuczała
- ppor. rez. Stanisław Lityński
- ppor. rez. Tadeusz Lubaczewski
- ppor. rez. Zygmunt Puchalik
- ppor. rez. Stanisław Soczek
- ppor. rez. Stefan Stolarz
- ppor. rez. Zygmunt Warchał
- chor. rez. Kazimierz Biernat
- chor. rez. Stanisław Bogusz
- chor. rez. Stanisław Stahlberger